# 武惟清
武惟清（越南语：／；1811年—1863年），《大南實錄》作武維清，字澄甫（越南语：／），越南阮朝官員。

## 生平
武惟清是寧平省安慶府安慶縣安寧總金蓬社（今寧平省安慶縣慶海社雲蓬村）人，嘉隆十年（1811年）出生。年少聰穎，與哥哥武惟瑅文明鄉里。紹治三年（1843年），考中舉人。第二年參加會試未能考中。回家後更加發奮讀書。嗣德四年（1851年），再次參加會試，考取該科副榜。同年，嗣德帝下令開制科，武惟清考取制科一甲吉士及第第二名榜眼，是為該科第一名庭元，授翰林院侍讀，歷任集賢院、國子監司業，後遷祭酒。曾上書嗣德帝，要求復古變革，但未獲禮部認可，未能實行。後病死，年五十三歲。